# Sphaerophragmium parkiae
Sphaerophragmium parkiae är en svampart som beskrevs av Dennis 1960. Sphaerophragmium parkiae ingår i släktet Sphaerophragmium och familjen Raveneliaceae.   Inga underarter finns listade i Catalogue of Life.